# Wanchalerm Satsaksit
Wanchalearm Satsaksit, , (วันเฉลิม สัตย์ศักดิ์สิทธิ์) (Ubon Ratchathani, 11 agosto 1982), è un attivista per i diritti umani thailandese e politico in esilio. Si è battuto per la democrazia in Thailandia e per la protezione dell'HIV in vari paesi. È considerato un trasgressore di lesa maestà secondo un rapporto pubblicato nel 2015; il rapporto affermava anche che si era rifugiato in Laos..
Wanchalearm è stato rapito da uomini armati fuori dalla sua casa a Phnom Penh, in Cambogia, il 4 giugno 2020. Dopo che la notizia e il filmato delle telecamere a circuito chiuso sono stati pubblicati da Prachatai, i netizen thailandesi e altri hanno spinto i governi thailandese e cambogiano ad agire sulla sua scomparsa.

## Biografia
Wanchalearm è nato nella provincia di Ubon Ratchathani e si è laureato presso la Facoltà di Scienze Politiche dell'Università Ramkhamhaeng. È stato coordinatore dell'Attività Giovanile per la Comunità e la Società (Y-act) ed è stato membro dell'Istituto della Gioventù Pheu Thai del Partito Pheu Thai. Durante la crisi politica thailandese del 2013-2014, è stato nominato dall'allora vice primo ministro Chalerm Yubamrung come addetto alle pubbliche relazioni. A un certo punto, ha lavorato come team di pubbliche relazioni per l'allora ministro dei trasporti Chadchart Sittipunt. Si dice che sia la persona che ha scattato l'immagine iconica del ministro che cammina a piedi nudi in un tempio nella provincia di Surin che in seguito è diventata un meme su Internet.
Dopo il colpo di Stato del 2014, è stato accusato di non essersi presentato ad una convocazione della giunta dell'esercito. È stato accusato di lesa maestà nel 2015. Più di recente, nel 2018, è stato accusato di un post su Facebook in cui criticava Prayut Chan-o-cha, il primo ministro e leader della giunta.

## Rapimento

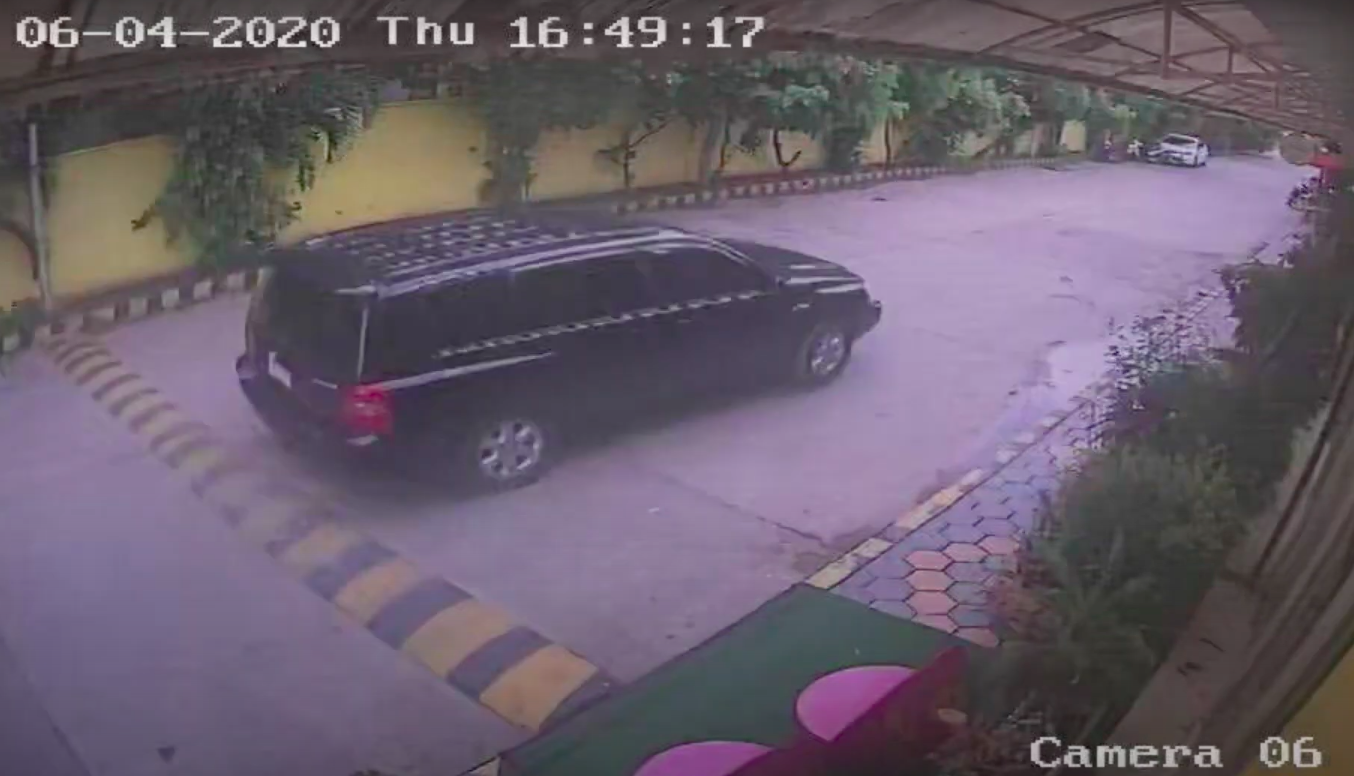
Wanchalearm Satsaksit rapito in un'auto nera

Prachathai, un giornale online senza scopo di lucro in Thailandia, ha riferito che Wanchalearm è stato rapito davanti al suo condominio a Phnom Penh, in Cambogia, il 4 giugno 2020 alle 17:54 ICT. Una guardia di sicurezza ha tentato di aiutarlo, ma è stata dissuasa dagli assalitori armati. Wanchalearm stava parlando al telefono quando è stato rapito e ha pronunciato le parole "Ahi! Non riesco a respirare" prima che la linea fosse tagliata.
La polizia cambogiana inizialmente ha rifiutato di indagare sull'incidente e ha affermato di non saperne nulla, liquidandolo come "fake news".

### Attivismo
La maggior parte dei commentatori pensava che si trattasse di un caso di sparizione forzata commessa dal governo thailandese o cambogiano, dato che Wanchalearm era stato molto critico nei confronti del primo ministro Prayut sulla sua pagina Facebook sin dal colpo di Stato thailandese del 2014.
La preoccupazione pubblica è cresciuta dopo la scomparsa Il Comitato per i Diritti Umani delle Nazioni Unite ha detto alla BBC che stava seguendo il caso e stava cercando di forzare un'indagine. Human Rights Watch e Amnesty International hanno chiesto al governo cambogiano di indagare sulla scomparsa di Wanchalearm. Le autorità cambogiane, il 9 giugno, hanno finalmente ceduto e hanno annunciato che avrebbero indagato sulla scomparsa.   Un altro gruppo che ha sollevato preoccupazioni sulla questione è The Mirror Foundation, e un certo numero di associazioni studentesche hanno fatto annunci chiedendo ai governi di agire.
L'11 giugno 2020 il gruppo di lavoro delle Nazioni Unite sulle sparizioni forzate o involontarie ha presentato al governo cambogiano una richiesta di adozione di misure urgenti sul caso. La petizione è stata presentata in conformità con la Convenzione internazionale per la protezione di tutte le persone dalle sparizioni forzate, una convenzione ratificata dalla Cambogia. La commissione ha chiesto che la Cambogia, in qualità di attore statale, presenti un elenco delle azioni intraprese nella vicenda entro il 24 giugno 2020.
L'11 agosto 2020 la famiglia di Wanchalearm e Amnesty International Thailandia hanno visitato l'ambasciata cambogiana a Bangkok e hanno chiesto un incontro con l'ambasciatore cambogiano in Thailandia per ottenere un rapporto sui progressi compiuti.

### Reazione del governo thailandese
Il 9 giugno 2020, trenta agenti in uniforme e sotto copertura hanno arrestato quattro studenti universitari thailandesi al Monumento alla Democrazia. Gli studenti, che protestavano contro il rapimento di Wanchalearm, stavano legando nastri bianchi in luoghi pubblici di Bangkok per chiedere giustizia nel caso. Gli studenti sono stati accusati di violazione della Sezione 12 della Legge del 1992 sul mantenimento della pulizia e dell'ordine del Paese, che afferma che "nessuno deve raschiare, scheggiare, graffiare, scrivere, spruzzare vernice o far apparire con qualsiasi mezzo" messaggi in luoghi pubblici. I trasgressori possono essere multati fino a 5.000 baht. 
Sono stati anche citati per non aver presentato l'identificazione come richiesto dalla legge sulla carta d'identità nazionale del 1983. Fermati davanti al Ministero della Difesa da 10 soldati, agli attivisti è stato detto che la loro campagna era vietata in quanto "era simbolica". Il Bangkok Post ha immediatamente posto la domanda: "... perché la polizia ha dovuto reprimere l'attività simbolica in quanto non stava causando danni alla proprietà pubblica ed era improbabile che causasse problemi tra il pubblico in generale... Questo sembrerebbe essere un prezzo sproporzionato da pagare per mantenere la pulizia della città, soprattutto se il risultato è un maggiore controllo pubblico sui tentativi del governo di soffocare la libertà di parola".
Il ministro degli Esteri thailandese Don Pramudwinai ha dichiarato il 10 giugno che Wanchalearm non ha lo status di rifugiato politico, quindi la Thailandia non può fare altro che aspettare che la Cambogia finisca le sue indagini. Ha detto che la Thailandia può solo chiedere alla Cambogia di seguire il caso. "Non possiamo speculare su dove si trovi fino a quando non riceveremo una risposta [dalla Cambogia]", ha detto il ministro.